# Postpartumperiod
Postpartumperiod, puerperalperiod, barnsängsperiod, eller bara barnsäng (se avsnittet etymologi), är medicinska begrepp för tiden omedelbart efter en förlossning. Ur obstetrisk synpunkt är detta liktydigt med den tid efter förlossningen, som åtgår för könsorganens återbildning till tillståndet före graviditetens början, vilket i regel omfattar sex veckor.
I dagligt tal används ordet barnsäng för att beteckna den tid, under vilken modern ligger till sängs efter förlossningen även om det också omfattar den bädd där barnaföderskan ligger under barnsbörden och tiden därefter. Under postpartumperioden sker även en omställning av ämnesomsättningen och hormonproduktionen, som varit förändrade under graviditeten. Brösten träder i full verksamhet med mjölkavsöndringen. På grund av de skador som uppstår i kvinnans könsorgan under förlossningen är infektionsrisken förhöjd under barnsängen, varför god hygien är nödvändig. Kvinnan observeras initialt i postpartumperioden för att säkerställa att inga allvarliga komplikaterion har uppstått efter förlossningen.

## Etymologi
- Postpartumperiod[1] är ursprungligen en direktöversättning av engelska: Postpartum Period.[3] Postpartum är latin för "efterförlossning".

Begreppet förekommer under alternativformen postpartumtiden.
- Puerperalperiod[2] är ursprungligen en direktöversättning av engelska: Puerperal Period. Puerperal är nylatin för "barnafödelse".

Begreppet förekommer under alternativformen puerperaltiden.
- Barnsäng[4] är ett äldre svenskt begrepp som hänvisar den bädd i vilken en barnaföderska ligger under barnsbörd och närmaste tiden därefter.[8]

Begreppet förekommer under utvecklingsformerna barnsängsperioden och barnsängstiden.

## Historiskt
Intill införandet av antiseptiken och aseptiken på barnbördshusen under senare delen av 1800-talet utgjorde barnsängsfebern ett allvarligt hot mot kvinnans liv under i synnerhet barnsängens första tid.